# Baarle-Hertog

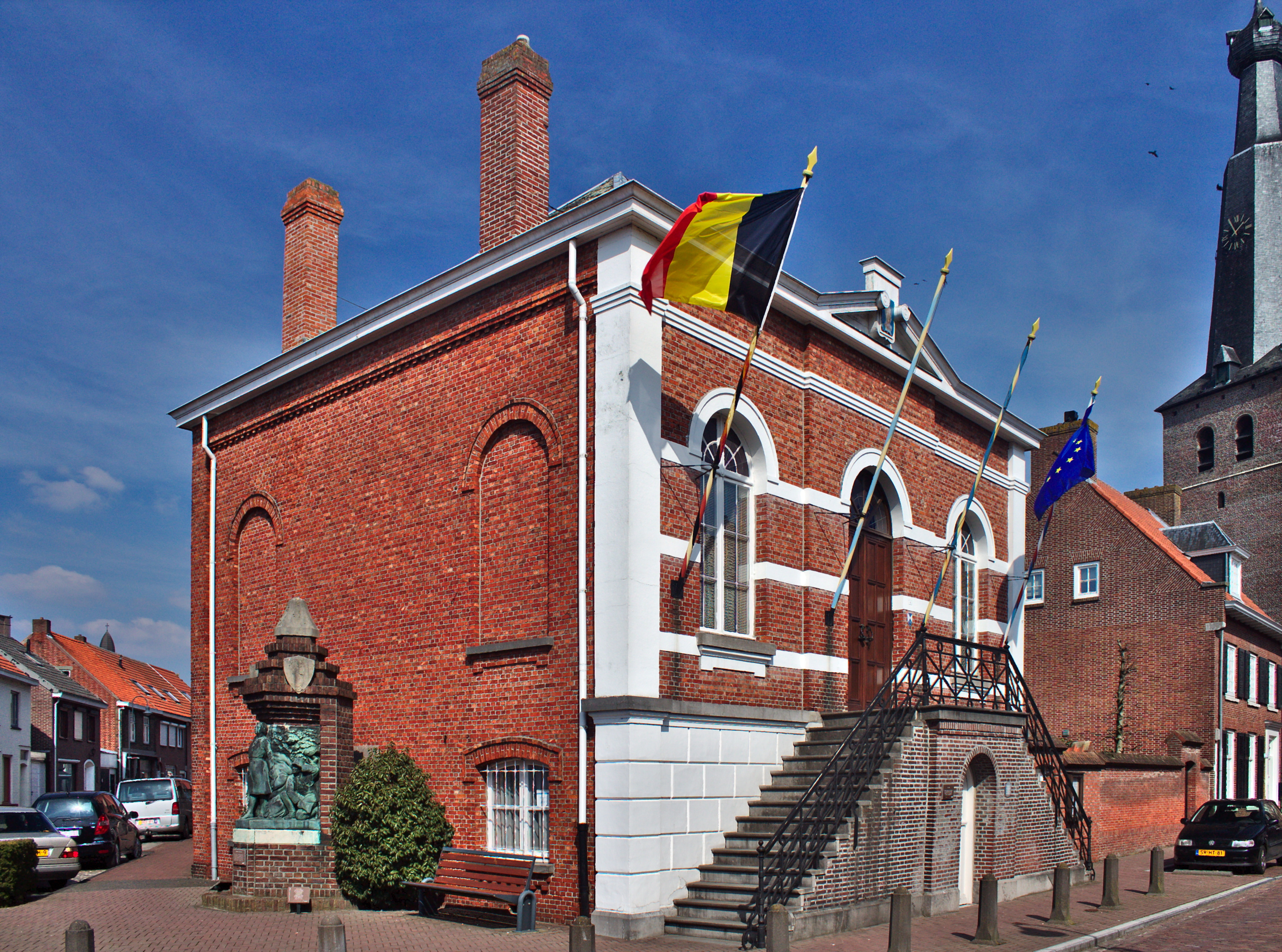
Voormalig gemeentehuis Baarle-Hertog

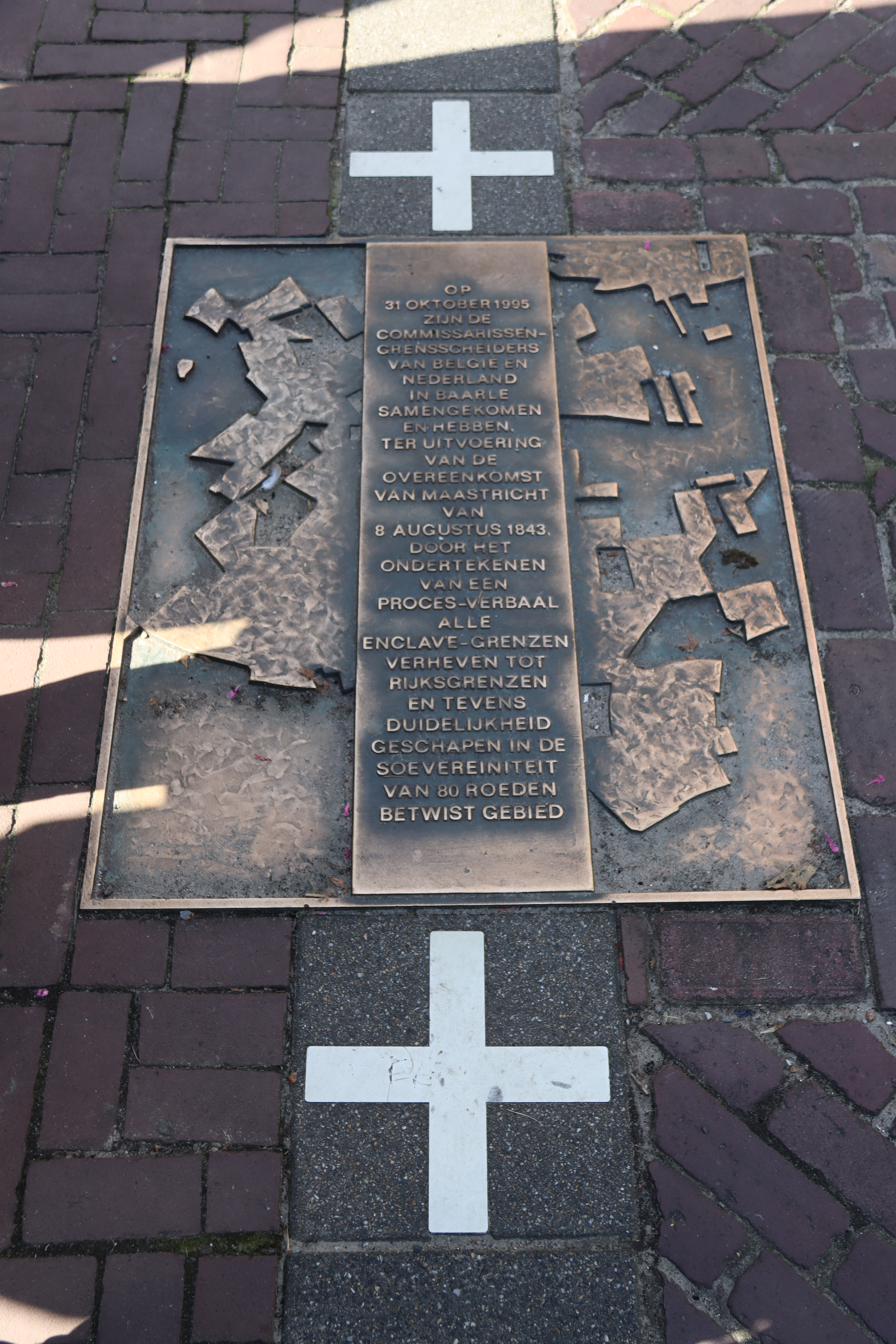
Grenslijn tussen Baarle-Hertog en Baarle-Nassau

Baarle-Hertog (Frans: Baerle-Duc) is een in de Noord-Brabantse Kempen in en rond de Nederlandse gemeente Baarle-Nassau gelegen Belgische gemeente en exclave behorend tot de provincie Antwerpen. Het valt onder het gerechtelijk kanton Arendonk en het kieskanton Hoogstraten.

## Geografie
Baarle-Hertog telt vier woonkernen: Baarle, Baarle-Grens, Zondereigen en Ginhoven. Opmerkelijk is dat Baarle en Baarle-Grens gedeeld worden met de Nederlandse gemeente Baarle-Nassau. De landsgrenzen lopen er op een zeer complexe wijze dwars door straten en gebouwen. Deze verdeling geeft aan Baarle-Hertog zijn ingewikkelde structuur: Baarle-Nassau verdeelt het in 26 stukken. Baarle-Hertog is niet de enige Belgische gemeente die uit gescheiden delen bestaat; dit is ook het geval voor Elsene, Mesen en Sint-Gillis.
Van alle 26 stukken worden er 22 volledig omsloten door Baarle-Nassau en vormen dus Belgische exclaves. De overige vier zijn verbonden met andere Belgische gemeentes. Deze stukken zijn van west naar oost: de Baalbrugse Bemden, een strook land langs het Merkske, Zondereigen-Ginhoven en een gebied bij Weelde-Station. Er zijn enkele kleine Nederlandse enclaves die volledig omsloten zijn door Belgisch grondgebied.

Het centrum van Baarle-Hertog midden in Baarle-Nassau
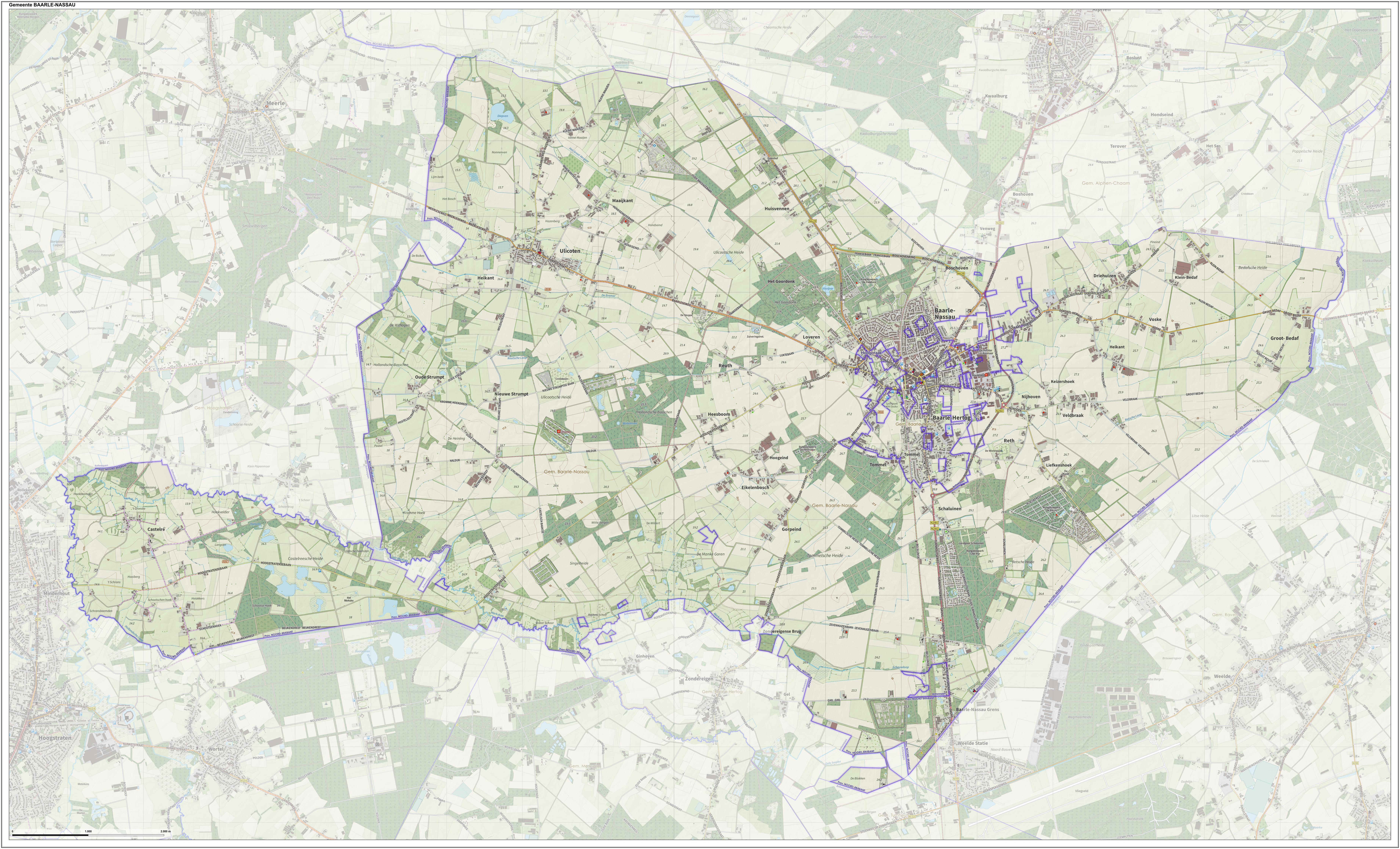
Topografische kaart van de gemeente Baarle-Nassau (ook het centrum van Baarle-Hertog is ingekleurd, de andere delen van de gemeente niet)

### Aangrenzende gemeenten
| Aangrenzende gemeenten            | Aangrenzende gemeenten | Aangrenzende gemeenten          | Aangrenzende gemeenten | Aangrenzende gemeenten |
| --------------------------------- | ---------------------- | ------------------------------- | ---------------------- | ---------------------- |
|                                   |                        | Baarle-Nassau (NL)              |                        |                        |
|                                   |                        |                                 |                        |                        |
| Hoogstraten en Baarle-Nassau (NL) | Baarle-Nassau (NL)     |                                 |                        |                        |
|                                   |                        |                                 |                        |                        |
|                                   |                        | Baarle-Nassau (NL) en Merksplas |                        | Turnhout, Ravels       |

## Bezienswaardigheden
- De Sint-Remigiuskerk dateert uit de 16de eeuw en werd vergroot in 1640.
- Het oud gemeentehuis uit 1877 is beschermd als monument.
- De voormalige herberg en hoeve "De Swaen" in de enclave De Loversche Akkers gaat terug tot minstens 1585 en is beschermd.
- Doorheen de gemeente staan verschillende oorlogsmonumenten, zie de lijst van oorlogsmonumenten in Baarle-Hertog voor een (incompleet) overzicht.
- De voormalige spoorweg het Bels Lijntje dat dit dorp kruist.

## Demografie

### Samenstelling van de bevolking
De gemeente telt ruim 3.000 inwoners, waarvan ongeveer 1.000 met de Nederlandse nationaliteit.

### Evolutie van het inwoneraantal
- Bron:NIS - Opm:1806 t/m 1970=volkstellingen op 31 december; vanaf 1980= inwonertal per 1 januari

| Inwoners van jaar tot jaar op 1 januari 1992 tot heden | Inwoners van jaar tot jaar op 1 januari 1992 tot heden | Inwoners van jaar tot jaar op 1 januari 1992 tot heden |
| jaar                                                   | Aantal                                                 | Evolutie: 1992=index 100                               |
| ------------------------------------------------------ | ------------------------------------------------------ | ------------------------------------------------------ |
| 1992                                                   | 2.096                                                  | 100,0                                                  |
| 1993                                                   | 2.107                                                  | 100,5                                                  |
| 1994                                                   | 2.099                                                  | 100,1                                                  |
| 1995                                                   | 2.073                                                  | 98,9                                                   |
| 1996                                                   | 2.102                                                  | 100,3                                                  |
| 1997                                                   | 2.096                                                  | 100,0                                                  |
| 1998                                                   | 2.112                                                  | 100,8                                                  |
| 1999                                                   | 2.128                                                  | 101,5                                                  |
| 2000                                                   | 2.120                                                  | 101,1                                                  |
| 2001                                                   | 2.156                                                  | 102,9                                                  |
| 2002                                                   | 2.200                                                  | 105,0                                                  |
| 2003                                                   | 2.235                                                  | 106,6                                                  |
| 2004                                                   | 2.247                                                  | 107,2                                                  |
| 2005                                                   | 2.276                                                  | 108,6                                                  |
| 2006                                                   | 2.306                                                  | 110,0                                                  |
| 2007                                                   | 2.337                                                  | 111,5                                                  |
| 2008                                                   | 2.384                                                  | 113,7                                                  |
| 2009                                                   | 2.431                                                  | 116,0                                                  |
| 2010                                                   | 2.504                                                  | 119,5                                                  |
| 2011                                                   | 2.594                                                  | 123,8                                                  |
| 2012                                                   | 2.592                                                  | 123,7                                                  |
| 2013                                                   | 2.630                                                  | 125,5                                                  |
| 2014                                                   | 2.618                                                  | 124,9                                                  |
| 2015                                                   | 2.680                                                  | 127,9                                                  |
| 2016                                                   | 2.663                                                  | 127,1                                                  |
| 2017                                                   | 2.695                                                  | 128,6                                                  |
| 2018                                                   | 2.705                                                  | 129,1                                                  |
| 2019                                                   | 2.760                                                  | 131,7                                                  |
| 2020                                                   | 2.865                                                  | 136,7                                                  |
| 2021                                                   | 2.935                                                  | 140,0                                                  |
| 2022                                                   | 2.997                                                  | 143,0                                                  |
| 2023                                                   | 3.012                                                  | 143,7                                                  |
| 2024                                                   | 3.001                                                  | 143,2                                                  |
| 2025                                                   | 3.083                                                  | 147,1                                                  |

## Politiek

### Structuur
De gemeente Baarle-Hertog ligt in het kieskanton Hoogstraten en het provinciedistrict Turnhout. Deze maken deel uit van het kiesarrondissement Mechelen-Turnhout en de kieskring Antwerpen.
| Baarle-Hertog    | Baarle-Hertog    | Supranationaal         | Nationaal                         | Nationaal           | Gemeenschap         | Gewest              | Provincie           | Arrondissement    | Provinciedistrict | Kanton          | Gemeente        |
| ---------------- | ---------------- | ---------------------- | --------------------------------- | ------------------- | ------------------- | ------------------- | ------------------- | ----------------- | ----------------- | --------------- | --------------- |
| Administratief   | Niveau           | Europese Unie          | België                            | België              | Vlaanderen          | Vlaanderen          | Antwerpen           | Turnhout          | Turnhout          | Turnhout        | Baarle-Hertog   |
| Administratief   | Bestuur          | Europese Commissie     | Belgische regering                | Belgische regering  | Vlaamse regering    | Vlaamse regering    | Deputatie           | Deputatie         | Deputatie         | Deputatie       | Gemeentebestuur |
| Administratief   | Raad             | Europees Parlement     | Kamer van volksvertegenwoordigers | Vlaams Parlement    | Vlaams Parlement    | Vlaams Parlement    | Provincieraad       | Provincieraad     | Provincieraad     | Provincieraad   | Gemeenteraad    |
| Kiesomschrijving | Kiesomschrijving | Nederlands Kiescollege | Kieskring Antwerpen               | Kieskring Antwerpen | Kieskring Antwerpen | Kieskring Antwerpen | Kieskring Antwerpen | Mechelen-Turnhout | Turnhout          | Hoogstraten     | Baarle-Hertog   |
| Verkiezing       | Verkiezing       | Europese               | Federale                          | Federale            | Vlaamse             | Vlaamse             | Provincieraads-     | Provincieraads-   | Provincieraads-   | Provincieraads- | Gemeenteraads-  |

### Geschiedenis

#### (Voormalige) Burgemeesters

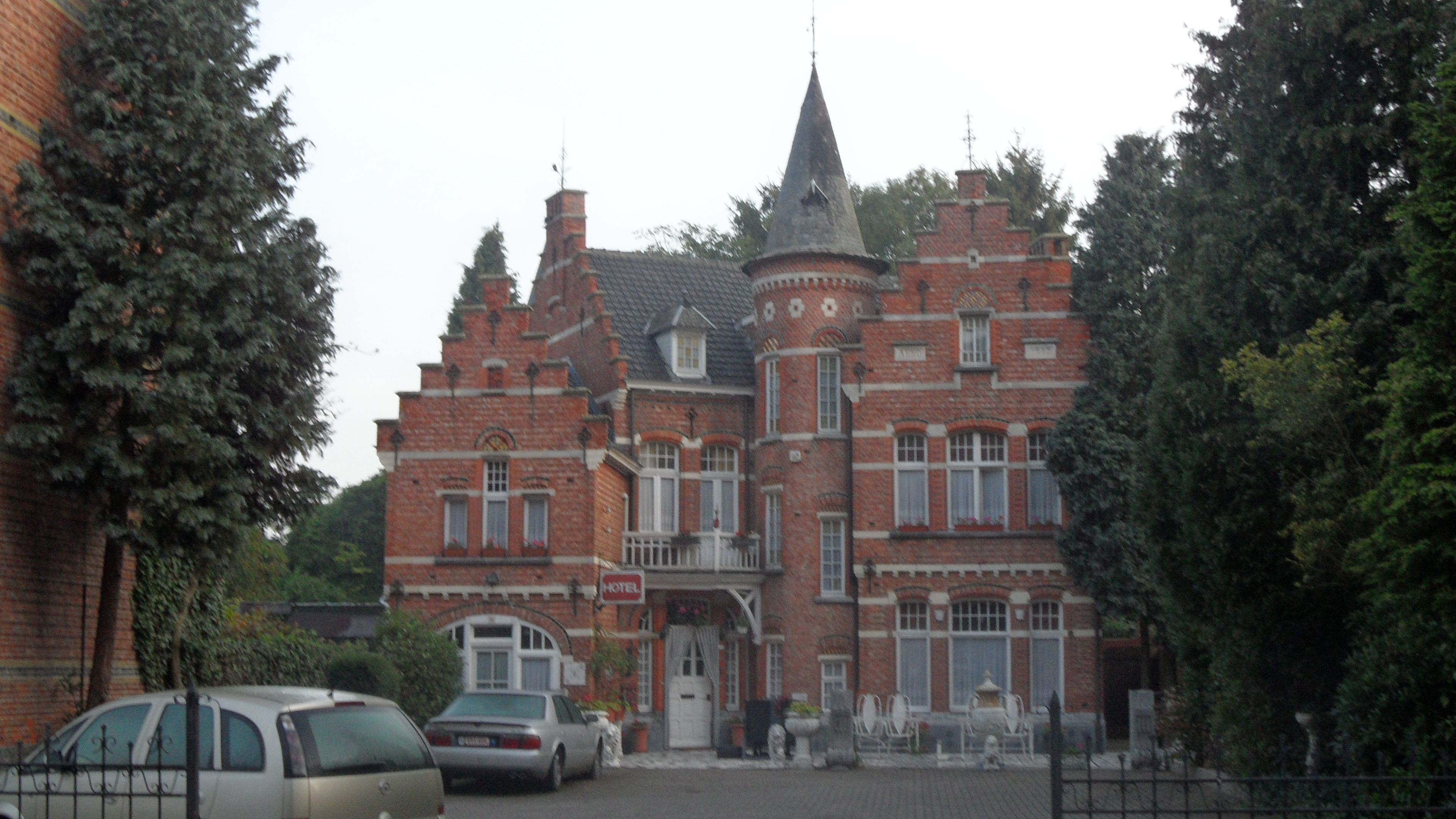
Herenhuis Het Kasteeltje

| Tijdspanne | Tijdspanne  | Burgemeester                      |
| ---------- | ----------- | --------------------------------- |
|            | 1800 - 1812 | Joannes Petrus Van Gilse          |
|            | 1812 - 1836 | Jacobus Henricus Van Gilse        |
|            | 1836 - 1852 | Remigius Van Lier                 |
|            | 1852 - 1900 | Petrus Jacobus Van Gilse          |
|            | 1900 - 1932 | Henri Van Gilse                   |
|            | 1933 - 1941 | Adrien Govaerts                   |
|            | 1941        | Adrianus van Beek (dienstdoend)   |
|            | 1941        | Henricus Hendriks (dienstdoend)   |
|            | 1941 - 1944 | Jules Loots (oorlogsburgemeester) |

| Periode | Periode      | Burgemeester           |
| ------- | ------------ | ---------------------- |
|         | 1944 - 1946  | Adrien Govaerts        |
|         | 1947 - 1974  | Jules Loots (CVP)      |
|         | 1974 - 1981  | Alfons Leestmans       |
|         | 1981 - 1988  | Jan Van Leuven (CDK)   |
|         | 1989 - 2003  | Fons Cornelissen (CDK) |
|         | 2003 - 2011  | Jan Van Leuven (CDK)   |
|         | 2011 - 2018  | Leo Van Tilburg (CDK)  |
|         | 2019 - 2024  | Frans de Bont (FORUM+) |
|         | 2024 - heden | Philip Loots (N-VA)    |

#### Legislatuur 2024–2030
De coalitie tussen N-VA en Forum+ werd voortgezet met een nipte meerderheid van 6 op 11 zetels. Philip Loots (N-VA) werd burgemeester.
De gemeenteraad van Baarle-Hertog bestaat uit: 
- CDK : 
  - Leo Van Tilburg
  - Jef Van de Perre
  - Ann Brosens
  - Mark Bruurs
  - Staf Braspenning
- N-VA :
  - Philip Loots
  - Remco Van Tilburg
  - Anja Van Gils
  - Claudia Manders
  - Jeroen Raeijmaekers
- Forum+ :
  - Frans de Bont

Het college van burgemeester en schepenen bestond uit burgemeester Philip Loots (N-VA) en de schepenen Remco Van Tilburg (N-VA) en Sophieke Verhoeven (Forum +), toegevoegd schepen buiten de gemeenteraad.

#### Resultaten gemeenteraadsverkiezingen sinds 1976
| Partij of kartel     | Partij of kartel                  | 10-10-1976 | 10-10-1976 | 10-10-1982 | 10-10-1982 | 9-10-1988 | 9-10-1988 | 9-10-1994 | 9-10-1994 | 8-10-2000 | 8-10-2000 | 8-10-2006 | 8-10-2006 | 14-10-2012 | 14-10-2012 | 14-10-2018 | 14-10-2018 | 13-10-2024 | 13-10-2024 |
| Stemmen / Zetels     | Stemmen / Zetels                  | %          | 11         | %          | 11         | %         | 11        | %         | 11        | %         | 11        | %         | 11        | %          | 11         | %          | 11         | %          | 11         |
| -------------------- | --------------------------------- | ---------- | ---------- | ---------- | ---------- | --------- | --------- | --------- | --------- | --------- | --------- | --------- | --------- | ---------- | ---------- | ---------- | ---------- | ---------- | ---------- |
|                      | CDK                               | -          |            | 43,66      | 6          | 30,59     | 4         | 60,48     | 9         | 52,51     | 7         | 56,05     | 7         | 45,23      | 5          | 37,3       | 4          | 40,4       | 5          |
|                      | PPB1 / Agalev2 / FORUM3 / FORUM+4 | -          |            | 14,061     | 1          | 22,141    | 2         | 11,341    | 0         | 18,172    | 1         | 16,703    | 1         | 21,564     | 2          | 29,54      | 3          | 19,92      | 1          |
|                      | DNS1 / N-VA2                      | -          |            | -          |            | -         |           | -         |           | 29,321    | 3         | 27,261    | 3         | 33,212     | 4          | 33,22      | 4          | 39,82      | 5          |
|                      | DBB                               | -          |            | -          |            | -         |           | 15,87     | 1         | -         |           | -         |           | -          |            | -          |            | -          |            |
|                      | DORPS                             | -          |            | -          |            | -         |           | 12,31     | 1         | -         |           | -         |           | -          |            | -          |            | -          |            |
|                      | ACW                               | -          |            | -          |            | 14,93     | 1         | -         |           | -         |           | -         |           | -          |            | -          |            | -          |            |
|                      | BEL                               | -          |            | -          |            | 32,34     | 4         | -         |           | -         |           | -         |           | -          |            | -          |            | -          |            |
|                      | LOOTS                             | 10,73      | 0          | 7,77       | 0          | -         |           | -         |           | -         |           | -         |           | -          |            | -          |            | -          |            |
|                      | LEBCZ                             | -          |            | 34,5       | 4          | -         |           | -         |           | -         |           | -         |           | -          |            | -          |            | -          |            |
|                      | CVP                               | 44,54      | 5          | -          |            | -         |           | -         |           | -         |           | -         |           | -          |            | -          |            | -          |            |
|                      | Leestmans                         | 44,74      | 6          | -          |            | -         |           | -         |           | -         |           | -         |           | -          |            | -          |            | -          |            |
| Totaal stemmen       | Totaal stemmen                    | 1000       | 1000       | 961        | 961        | 1007      | 1007      | 956       | 956       | 1154      | 1154      | 1231      | 1231      | 1347       | 1347       | 1313       | 1313       | 1026       | 1026       |
| Opkomst %            | Opkomst %                         |            |            |            |            | 98,05     | 98,05     | 96,37     | 96,37     | 96,89     | 96,89     | 97,54     | 97,54     | 96,35      | 96,35      | 96,2       | 96,2       | 72,4       | 72,4       |
| Blanco en ongeldig % | Blanco en ongeldig %              | 2,1        | 2,1        | 2,29       | 2,29       | 3,57      | 3,57      | 3,14      | 3,14      | 5,11      | 5,11      | 4,6       | 4,6       | 1,9        | 1,9        | 2,4        | 2,4        | 1,0        | 1,0        |

De zetels van de gevormde bestuursmeerderheid staan vet afgedrukt. De grootste partij staat in kleur.

## Sport
In 2006 leidde de unieke situatie in het dorp ertoe dat het Nederlandse Fellowship of Fairly Odd Places Cricketteam een wedstrijd kon spelen die feitelijk in twee landen tegelijkertijd plaatsvond. Het slagteam speelde in Nederland en gebowled werd vanuit uit België. In de cricketsport (die teruggaat tot de 16e eeuw) was dat nog nooit gebeurd.
Op het gemeentelijk sportpark van Baarle-Hertog zijn 3 sportverenigingen gevestigd.
- HV Baarle (Hondenvereniging)
- TC Den Briemer (Tennis)
- KVV DOSKO (Voetbal)

Verder zijn er nog verschillende kleinere verenigingen die actief zijn in de sporthal.
Op zondag 21 augustus 2022 liep de route van de derde etappe (van Breda naar Breda) van de Ronde van Spanje 2022 door Baarle-Hertog.

## Bekende inwoners

### Geboren
- Alfons Leestmans (1913–1981), politicus
- Fons Cornelissen (1926), politicus

## Nabijgelegen kernen
Zondereigen, Baarle-Nassau, Weelde-Station